# Wuilmer Becerra
Wuilmer Gabriel Becerra Benavente (nacido en Caracas, Distrito Capital, Venezuela, el 1 de octubre de 1994), es un beisbolista profesional venezolano que juega en la posición de jardinero derecho con los St. Lucie Mets de las Ligas Menores de Béisbol (MiLB). En la Liga Venezolana de Béisbol Profesional jugó con el equipo Los Tigres de Aragua.

## Carrera como beisbolista

### 2012
Wuilmer Becerra comenzó su carrera profesional en 2012.
Becerra firmó con los Azulejos en el 2011; los cazatalentos eran Marco del arroz y Rafael Moncada. Se dirigió directamente a los EE. UU., viendo la acción limitada con los 2012 GCL Blue Jays. Se fue de 8 hit en 32 apariciones en el plato, con 4 dobles, 4 bases por bolas, 5 carreras anotadas y 4 carreras impulsadas; él tenía 9 outs y dos asistencias en los jardines. Era entonces el jugador más joven de un gran comercio, para el 3 de septiembre de 2012.
17 de diciembre de 2012, Los Mets de Nueva York cambiaron al Receptor Josh Thole, Receptor Mike Nickeas y RHP R. A. Dickey a los Azulejos de Toronto por Receptor John Buck, RHP Noah Syndergaard, Receptor Travis d'Arnaud y DE Wuilmer Becerra.

### 2013
El 20 de junio de 2013,	Wuilmer Becerra fue asignado a GCL Mets de la Gulf Coast League de la Clase Rookie, obteniendo un AVG .243, OBP .351, SLG 295, en 52 partidos produjo un total de 42 Hit, 21 carreras, 25 carreras impulsadas, 6 dobles, 1 jonrón, 5 bases robadas, 20 bases por bolas y ponchado en 20 ocasiones.

### 2014
El 18 de junio de 2014, Wuilmer Becerra fue asignado a los Kingsport Mets de la Gulf Coast League de la clase Rookie, obteniendo un AVG .300, OBP .351, SLG 469, en 58 partidos produjo un total de 62 Hit, 37 carreras, 29 carreras impulsadas, 10 dobles, 2 triples, 17 jonrones, 7 bases robadas, 14 bases por bolas y ponchado en 55 ocasiones.
El 18 de noviembre de 2014,	Wuilmer Becerra es asignado a los Tigres de Aragua de la Liga Venezolana de Béisbol Profesional. Hace su debut con el equipo el 23 de noviembre hasta el 28 de diciembre de 2014, obteniendo en esta temporada 2014 un AVG .000, OBP .333, SLG .000, en 6 partidos produjo un total de 0 Hit, 3 carreras anotadas, 2 bases robadas.

### 2015
El 3 de abril de 2015, Wuilmer Becerra fue asignado a Savannah Sand Gnats de la South Atlantic League de la Clase A (Media). Obteniendo un AVG .290, OBP .342, SLG 423, en 118 partidos produjo un total de 130 Hit, 67 carreras, 63 carreras impulsadas, 27 dobles, 3 triples, 9 jonrones, 16 bases robadas, 33 bases por bolas y ponchado en 96 ocasiones, desde el 9 de abril hasta el 6 de septiembre de 2015.
El 20 de septiembre de 2015, Wuilmer Becerra vuelve a participar con los Tigres de Aragua de la LVBP. Obteniendo un AVG .405, OBP .416, SLG 500, en 21 partidos produjo un total de 30 Hit, 13 carreras, 11 carreras impulsadas, 1 dobles, 0 triples, 2 jonrones, 0 bases robadas, 0 bases por bolas y ponchado en 9 ocasiones, desde el 22 de noviembre hasta el 29 de diciembre de 2015.

### 2016
El 5 de abril de 2016, Wuilmer Becerra' fue asignado a St. Lucie Mets de la Florida State League de la Clase A Avanzada (Fuerte), donde obtuvo un AVG .312, OBP .341, SLG 393, en 65 partidos produjo un total de 77 Hit, 27 carreras, 34 carreras impulsadas, 17 dobles, 0 triples, 1 jonrón, 7 bases robadas, 9 bases por bolas y ponchado en 52 ocasiones, desde el 7 de abril hasta el 17 de julio de 2016.
El 19 de julio, Los St. Lucie Mets colocaron a Wuilmer Becerra en la lista de lesionados de 7 días.
El 18 de noviembre de 2016,	Mets de Nueva York renovaron el contrato de Wuilmer Becerra.
El 14 de marzo del 2017  fue asignado a st lucie mets.